# Benthodesmus simonyi
Benthodesmus simonyi är en fiskart som först beskrevs av Steindachner, 1891.  Benthodesmus simonyi ingår i släktet Benthodesmus och familjen Trichiuridae. Inga underarter finns listade.

## Bildgalleri

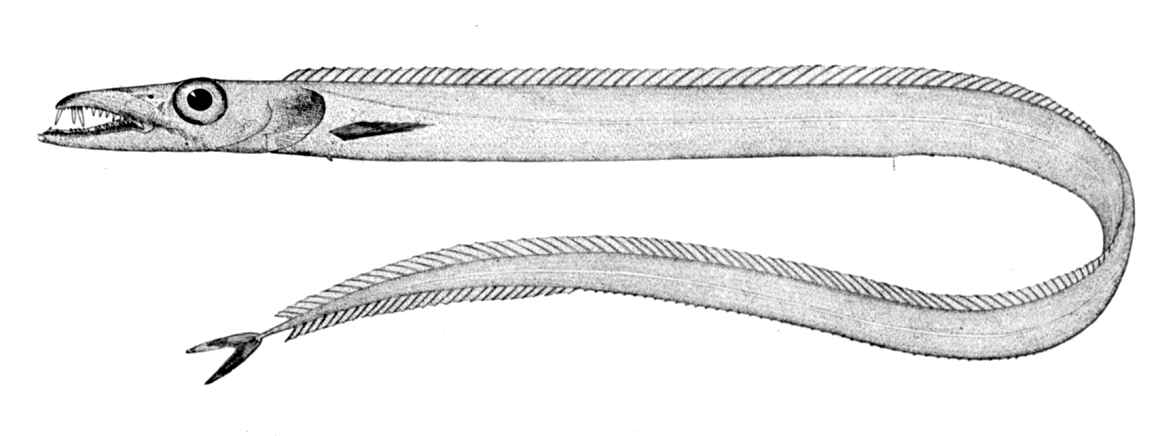